# La Paz (departman u Boliviji)
Departman La Paz nalazi se na zapadu Bolivije na granici s Peruom. Sjedište ovog departmana je grad La Paz koji je i sjedište bolivijske vlade.

## Zemljopis
Najveći dio departmana nalazi se na visoravni Altiplano. Ovom departmanu pripada i bolivijski dio jezera Titicaca, te Cordillera Real (6600 m). Sjeveroistočno od Kordiljera nalazi se Yungas koji predstavlja prijelaz iz visokog područja Anda i nizinsko područje Amazone. Jugozapadno od glavnog grada nalaze se ruševine grada Tiahuanaco.

## Stanovništvo
Broj stanovnika je u zadnjih pola stoljeća narastao nekoliko puta, od 854.079 (1950.) preko 1.465.078 (1976.) i 1.900.786 (1992.) do 2.350.466 (2001).

## Provincije
La Paz je podijeljen na 20 provincija:
| Provincija            | Glavni grad            | Površina (km²) | Stan. (2001.) |
| --------------------- | ---------------------- | -------------- | ------------- |
| Abel Iturralde        | Ixiamas                | 42.815         | 11.828        |
| Aroma                 | Villa Aroma            | 4510           | 86.480        |
| Bautista Saavedra     | Charazani              | 2525           | 11.475        |
| Caranavi              | Caranavi               | 3400           | 51.153        |
| Eliodoro Camacho      | Puerto Acosta          | 2080           | 57.745        |
| Franz Tamayo          | Apolo                  | 15.900         | 18.386        |
| Gualberto Villarroel  | San Pedro de Curahuara | 1935           | 15.975        |
| Ingavi                | Viacha                 | 5410           | 95.906        |
| Inquisivi             | Inquisivi              | 6430           | 59.495        |
| José Manuel Pando     | Santiago de Machaca    | 1976           | 6137          |
| Larecaja              | Sorata                 | 8110           | 68.026        |
| Loayza                | Luribay                | 3370           | 43.731        |
| Los Andes             | Pucarani               | 1658           | 69.636        |
| Manco Kapac           | Copacabana             | 367            | 22.892        |
| Muñecas               | Chuma                  | 4965           | 25.163        |
| Nor Yungas            | Coroico                | 1720           | 23.681        |
| Omasuyos              | Achacachi              | 2065           | 85.702        |
| Pacajes               | Coro Coro              | 10.584         | 49.183        |
| Pedro Domingo Murillo | Palca                  | 4705           | 1.484.328     |
| Sud Yungas            | Chulumani              | 5770           | 63.544        |

## Najveći gradovi
| Grad       | Stanovništvo 2001. (popis) | Stanovništvo 2005. (procjena) |
| ---------- | -------------------------- | ----------------------------- |
| La Paz     | 792.611                    | 812.799                       |
| El Alto    | 695.243                    | 834.152                       |
| Caranavi   | 12.318                     | 14.915                        |
| Patacamaya | 10.007                     | 12.260                        |
| Achacachi  | 7.560                      | 8.447                         |

## Vanjske poveznice
- (njem.)Informacije o ovom departmanu na stranicama bolivijskog veleposlanstva u Berlinu  Arhivirana inačica izvorne stranice od 7. listopada 2007. (Wayback Machine)